# Banco Central de Costa Rica
El Banco Central de Costa Rica (BCCR) es una institución autónoma de derecho público, con personalidad jurídica y patrimonio propios, que ejerce las funciones de banco central y forma parte del Sistema Bancario Nacional de Costa Rica.

## Historia
El BCCR vio nacer su quehacer institucional una vez acordada la separación jurídica, administrativa, financiera y funcional, del Departamento de Emisión del Banco Nacional de Costa Rica, esto según el Artículo 1 de la Ley n.º 1130 del 27 de enero de 1950, durante la Administración del Lic. Otilio Ulate Blanco. Su capital social quedó establecido en tres millones de colones (3,000,000.00) más la suma de las reservas de un millón quinientos mil colones (1,500,000.00), con mandato de incremento anual de estas últimas, con las sumas que procedieran de las utilidades netas que se generen según lo señalado en su oportunidad en dicha Ley (Artículo n.º 5, Ley n.º 1130 de 1950).
En junio de 2014, tras las críticas por falta de transparencia, el presidente del BCCR se negó a revelar la estrategia financiera del banco.
En diciembre de 2015, el BCCR invirtió $40 millones en la construcción de un nuevo edificio para los equipos de supervisión de asuntos financieros.

## Normativa
El Artículo n.º 10 estableció la conformación de una Junta Directiva, la cual sería desde ese momento, el órgano superior de la Institución. Le correspondería pues a la Junta, la dirección suprema del ente así como la determinación de la política monetaria, cambiaria y crediticia de la Nación (Costa Rica), esto de acuerdo con las facultades y obligaciones que había conferido la ley de la Junta Directiva del Banco Nacional de Costa Rica en cuanto al Departamento Emisor, así como al Consejo Directivo del Departamento Emisor, a la Junta de Control de Exportación de Productos y también a la Superintendencia de Bancos.